# Маріанне Тіме
Маріанне Луїза Тіме (нід. вимова: [mɐˈrijɑnə ˈtimə], народилася 6 березня 1972) — нідерландська політична діячка, авторка та активістка прав тварин. За освітою юристка, лідерка Партії тварин з 2002 року та членкиня Палати представників з 2006 року.

## Життєпис
Навчалася в коледжі Дюно в Дорверті. Після цього навчалася з 1991 по 1992 роки в Сорбонні. З 1992 року вивчала право в Роттердамському університеті Еразма за спеціальністю адміністративне право. За цей час стала вегетаріанкою. Її інтерес до прав тварин мотивував її почати вивчати право, яке тривало до 1997 року.
З 1998 по 2001 роки Маріанне Тіме працювала в дослідницькому агентстві B&A Group у Гаазі. У період з 2001 по 2004 роки вона була посадовою особою в Bont voor Dieren (англ.: Fur for Animals), нідерландському фонді захисту хутра тварин. До листопада 2006 року вона була генеральною менеджеркою голландського фонду добробуту тварин проти промислового сільського господарства Stichting Wakker Dier.

### Політична діяльність
У жовтні 2002 року Маріанне Тіме та інші захисники тварин заснували Партію тварин (Partij voor de Dieren, PvdD). Під час загальних виборів 2003 р. партія набрала 47 754 голоси (0,5 %), але для отримання місця в Палаті представників, необхідно було набрати 0,67 % голосів.
У лютому 2004 року Тіме була висунута партією лісттреккеркою на виборах до Європейського парламенту 2004 року. Цього разу партія набрала 153 422 голоси (3,2 %), що втричі більше, ніж на загальних виборах у Нідерландах 2003 року, проте кількість голосів була недостатньою, щоб отримати місце в Європейському парламенті.
У травні 2014 року партія отримала 200 254 голоси (4,21 %) на виборах до Європарламенту 2014 року, достатньо, щоб отримати місце в Європарламенті. Однак депутаткою стала не Маріанне Тіме як лійсттреккерув, а Аня Хазекамп. Тіме цього разу була обрана до Палати представників.
Під час загальних виборів 2006 року Партія тварин набрала 179 988 голосів (1,8 %), що було достатньо для отримання двох місць у нижній палаті Генеральних штатів Нідерландів. Партія стала першою у світі політичною силою, яка отримала депутатські місця з порядком денним, орієнтованим насамперед на права тварин. Маріанне Тіме стала депутаткою разом з Естер Вувеханд. На загальних виборах 2010 року партія отримала 122 337 голосів (1,3 %), а двох її депутатів було обрано повторно; через два роки, з 182 162 голосами (1,9 %), PvdD знову виграв два місця. Партія балотувалася на загальних виборах 2017 року, а Тіме в ролі lijsttrekker вп'яте обиралась депутаткою. Набравши 335 214 голосів (3,2 %), партія отримала п'ять місць.
Маріанне Тіме завжди завершує свої виступи в парламенті фразою «Voorts zijn wij van mening dat er eende moet komen aan de bio-industrie». («Крім того, ми вважаємо, що з фермерським господарством має бути закінчено»), посилаючись на відомий висновок Марка Катона Старшого свого виступу з Carthago delenda est.

### Особисте життя
Приєдналась до Церкви адвентистів сьомого дня у 2006 році. Це викликало певну суперечку щодо позиції, що «Адам і Єва були вегетаріанцями»
2002 року народила дочку Аніку, що живе в Маарссені. 6 листопада 2008 року одружилася з Яапом Кортевега, органічним фермером з Лангевега, у 2012 народила дочку Амелі.